# Norisbeth Agudo
Norisbeth Agudo (22 de maio de 1992) é uma jogadora de vôlei de praia venezuelana.

## Carreira
Nos Jogos Olímpicos de Verão de 2016 ela representou  seu país ao lado de Olaya Pérez Pazo, caindo na repescagem., juntas competiram nos Jogos Sul-Americanos de Praia de 2014 em La Guaira e conquistaram a inédia medalha de pratae bronze nos Jogos Centro-Americanos e do Caribe  sediados em Veracruz
Com Gabriela Brito conquistou a medalha de bronze nos Jogos Centro-Americanos e do Caribe de 2018 de Barranquilla